# Rekonvaleszentenserum
Als Rekonvaleszentenserum (selten: Genesenenserum) bezeichnet man in der Medizin ein Blutserum, das von Personen, die eine Infektionskrankheit überlebt haben, gewonnen wird. Da diese Patienten Antikörper gegen die Krankheit gebildet haben, lässt sich das Rekonvaleszentenserum therapeutisch als Impfserum im Sinne der passiven Immunisierung nutzen.
Die Behandlung mit Rekonvaleszentenseren ist bei Ebola- und Lassafieber – abgesehen von einer unspezifischen symptomatischen Therapie – aktuell die einzige Behandlungsmöglichkeit, die einen gewissen Erfolg verspricht.
Auch bei COVID-19 wird der Einsatz von Rekonvaleszentenserum bei schwerkranken Patienten in Betracht gezogen. Zu diesem Zweck haben im März/April 2020 mehrere Universitätskliniken in Deutschland diejenigen zu Blutspenden aufgerufen, die eine COVID-19-Erkrankung hinter sich haben. Ihr Blutplasma soll dann akut Erkrankten gegeben werden.

## Belege
1. ↑  Full text of "Therapeutische Monatshefte 1918 32". In: archive.org. Abgerufen am 29. März 2020.
2. ↑  Full text of "Die pathologische Biologie : Immunitätswissenschaft : Eine kruzgefasste Uebersicht über die biologischen Heil- und Erkenntnisverfahren". In: archive.org. Abgerufen am 29. März 2020.
3. ↑  A. Casadevall, L. A. Pirofski LA: The convalescent sera option for containing COVID-19. In: The Journal of Clinical Investigation. 13. März 2020, doi:10.1172/JCI138003, PMID 32167489.
4. ↑  Coronavirus-Infektion überstanden? Dann können Sie mit einer Blutspende Leben retten! In: rtl.de. 2. April 2020, abgerufen am 29. Mai 2023.
5. ↑  Corona-Therapie: Hunderte wollen MHH unterstützen. In: ndr.de. 30. März 2020, abgerufen am 1. April 2020.
6. ↑  Universitätskliniken rufen gesundete Patienten zu Blutspenden auf. In: DAZ.online, Deutsche Apotheker Zeitung. 30. März 2020, abgerufen am 1. April 2020.